# Saint-Méard-de-Drône
 Saint-Méard-de-Drône  (en occitano Sent Meard de Drona) es una población y comuna francesa, situada en la región de Aquitania, departamento de Dordoña, en el distrito de Périgueux y cantón de Ribérac.

## Demografía
| 379 | 327 | 364 | 403 | 451 | 433 |
| Para los censos de 1962 a 1999 la población legal corresponde a la población sin duplicidades (Fuente: INSEE [Consultar]) |     |     |     |     |     |